# Слов'янське повстання 1917 року
Слов'янське повстання — антибільшовицьке повстання, що сталося взимку 1917 року в місті Слов'янську й було спрямовано на ліквідацію влади більшовиків.
Після захоплення Слов'янська більшовиками у місті виникли суттєві труднощі із продуктами харчування. Місцевий осередок Союзу фронтовиків організував акції протесту. Мітингарям вдалось захопити голову ради робітничих депутатів Петра Шишкова та комісара продовольства Федора Лагуткіна. Утім, до міста прибув загін червоної гвардії Краматорського заводу на чолі із Михайлом Карнауховим. Загін здійснив постріли в повітря, після чого мітингарі розійшлись.

## Історія
Повстання жителів Слов'янська проти влади більшовиків виникло через продовольче питання, яке дедалі загострювалося й потребувало введення карткової системи.
На цьому ґрунті сколихнулося населення міста, почалися серйозні хвилювання. Есери й меншовики на той час уже втратили вплив на робітничі маси, взяли участь у цькуванні більшовицької ради та висунутого нею продовольчого комісара-більшовика.
Ворожі організації підняли проти ради вояків, що повернулися з фронту, переважно з місцевих купців, які організували Союз фронтовиків та інвалідів війни.
Були спроби з боку солдатів відібрати кулемет у загону, яким командував Михайло Карнаухов, і тільки після того, як він відкрив вогонь у повітря і зчинив паніку, солдати розбіглися. Задум фронтовиків не вдався. Рада цей союз розпустила.
Незабаром продовольчі хвилювання вилилися у відкритий бунт, під час якого деякі працівники, як, наприклад, комісар продовольства Ф.Лагуткін і голова ради Петро Шишков, мало не стали жертвами самосуду натовпу, але завдяки прибуттю озброєного загону робітників Краматорського заводу в 100 осіб під командою М. І. Карнаухова, самосуд було припинено, а натовп розсіяно.
Однак антибільшовицька робота в Слов'янську тривала. Демобілізоване офіцерство й купецтво виявляло свою активність, прагнучи внести дезорганізацію в роботу ради та здобути владу.
Але подальший розвиток повстання був паралізований прибуттям збройних червоногвардійських сил із сусідніх районів.